# Nicky Opheij
Nicky Opheij (Handel, 7 juni 1995) is een Nederlands model. Ze won in 2014 het zevende seizoen van Holland's Next Top Model, waardoor ze een contract kreeg bij Touché Models.
Opheij studeerde bouwkunde en volgde een opleiding tot voedingsdeskundige.
Op televisie was ze onder andere als presentatrice van Liefde is overal bij Omroep Brabant te zien.
In 2017 werd Opheij gekroond tot Miss Nederland. Bij de Miss Universe-verkiezing in dat jaar wist ze de finale echter niet te bereiken. In 2022 was deelnemer in seizoen 2 van het spelprogramma De Alleskunner.
In 2020 startte ze met haar eigen bedrijf als voedingsconsulent en schreef ze tussendoor ook nog het boek On a mission.
- Virtual International Authority File: 5093154923749363780002
- WorldCat: E39PBJwtp7Rqqb9T6JHwrqcpT3